# Courniou
Courniou [kuʁ.ɲu] (en occitan Cornhon [kur.'ɲu]) est une commune française située dans le sud-ouest du département de l'Hérault, en région Occitanie.
Exposée à un climat méditerranéen, elle est drainée par la Salesse, le ruisseau de Marthomis, le ruisseau de vertignol et par divers autres petits cours d'eau. Incluse dans le parc naturel régional du Haut-Languedoc, la commune possède un patrimoine naturel remarquable : un site Natura 2000 (la « grotte de la Rivière Morte ») et trois zones naturelles d'intérêt écologique, faunistique et floristique.
Courniou est une commune rurale qui compte 615 habitants en 2022, après avoir connu un pic de population de 1 682 habitants en 1886.  Ses habitants sont appelés les Courniounais ou  Courniounaises.

## Géographie

### Localisation
La commune est limitrophe du département du Tarn.

### Communes limitrophes
Les communes limitrophes sont  Anglès, Labastide-Rouairoux, Le Soulié, Saint-Pons-de-Thomières et Verreries-de-Moussans.
| Anglès (Tarn)              | Le Soulié             |                         |
| Labastide-Rouairoux (Tarn) | Courniou              | Saint-Pons-de-Thomières |
|                            | Verreries-de-Moussans |                         |

### Géologie et relief
Le pays est montagneux. Le village est situé à 362 m d'altitude; le point le plus haut est le Sud (951 m).

### Hydrographie
Le col de la Fenille (459 m), situé sur la D.612 à l'ouest de la commune avant la limite départementale avec le Tarn, est sur la ligne de partage des eaux entre la mer Méditerranée et l'océan Atlantique.
Il figure parmi les points du versant atlantique les plus proches de la Méditerranée en France. La commune est sur les deux versants, ainsi donc que le département de l'Hérault.

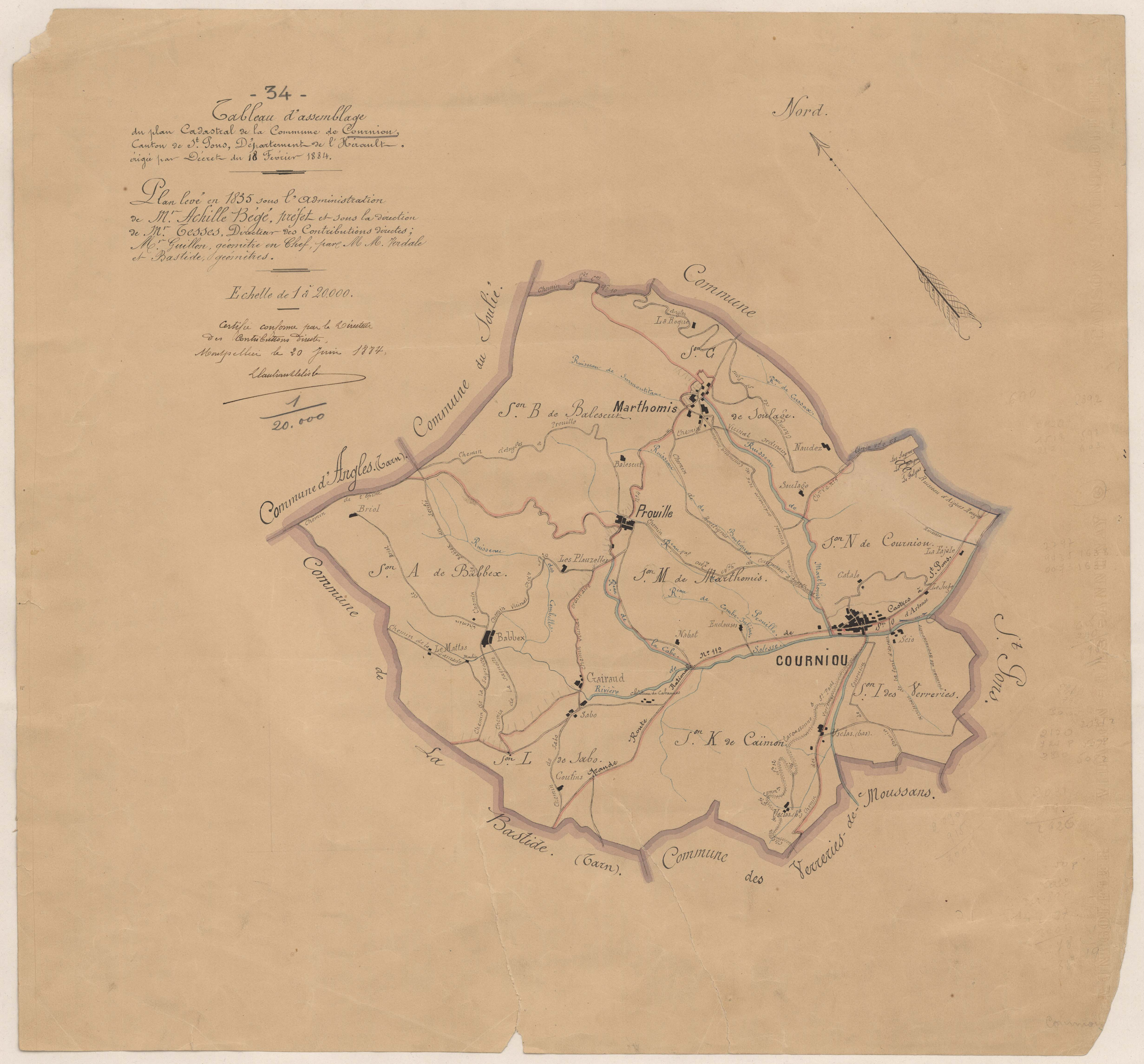
Cadastre napoléonien : tableau d'assemblage (1835).

### Climat
Pour des articles plus généraux, voir Climat de l'Occitanie et Climat de l'Hérault.
En 2010, le climat de la commune est de type climat méditerranéen altéré, selon une étude s'appuyant sur une série de données couvrant la période 1971-2000. En 2020, Météo-France publie une typologie des climats de la France métropolitaine dans laquelle la commune est exposée à un climat méditerranéen et est dans la région climatique  Provence, Languedoc-Roussillon, caractérisée par une pluviométrie faible en été, un très bon ensoleillement (2 600 h/an), un été chaud (21,5 °C), un air très sec en été, sec en toutes saisons, des vents forts (fréquence de 40 à 50 % de vents > 5 m/s) et peu de brouillards.
Pour la période 1971-2000, la température annuelle moyenne est de 12,7 °C, avec une amplitude thermique annuelle de 15,3 °C. Le cumul annuel moyen de précipitations est de 1 238 mm, avec 10,4 jours de précipitations en janvier et 4,4 jours en juillet. Pour la période 1991-2020, la température moyenne annuelle observée sur la station météorologique la plus proche, située sur la commune de Labastide-Rouairoux à 5,94 km à vol d'oiseau, est de 12,1 °C et le cumul annuel moyen de précipitations est de 1 284,7 mm,. Pour l'avenir, les paramètres climatiques de la commune estimés pour 2050 selon différents scénarios d’émission de gaz à effet de serre sont consultables sur un site dédié publié par Météo-France en novembre 2022.

### Milieux naturels et biodiversité

#### Espaces protégés
La protection réglementaire est le mode d’intervention le plus fort pour préserver des espaces naturels remarquables et leur biodiversité associée,.
Un  espace protégé est présent sur la commune : 
le parc naturel régional du Haut-Languedoc, créé en 1973 et d'une superficie de 307 184 ha, qui s'étend sur 118 communes et deux départements. Implanté de part et d’autre de la ligne de partage des eaux entre Océan Atlantique et mer Méditerranée, ce territoire est un véritable balcon dominant les plaines viticoles du Languedoc et les étendues céréalières du Lauragais,.

#### Réseau Natura 2000

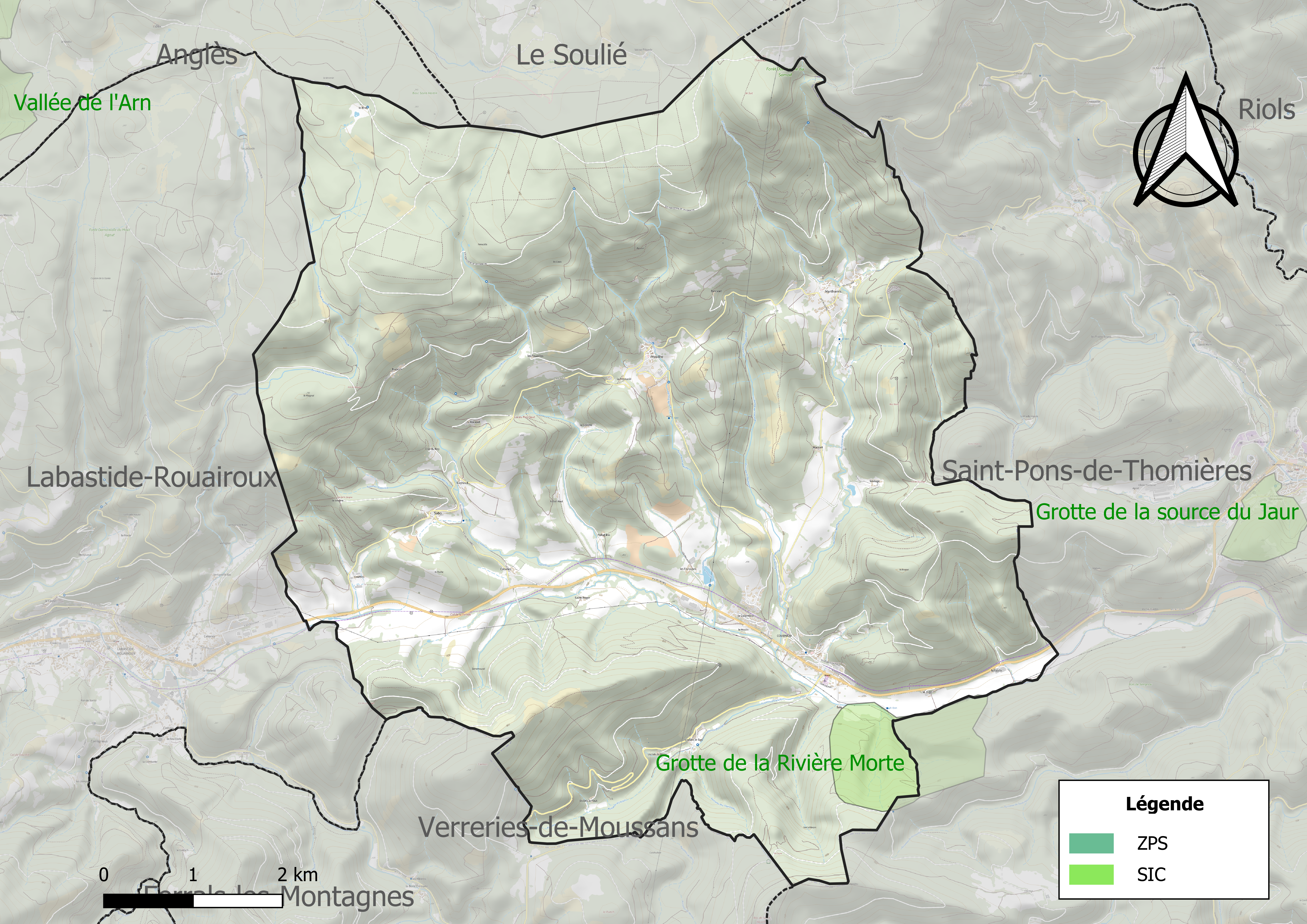
Site Natura 2000 sur le territoire communal.

Le réseau Natura 2000 est un réseau écologique européen de sites naturels d'intérêt écologique élaboré à partir des directives habitats et oiseaux, constitué de zones spéciales de conservation (ZSC) et de zones de protection spéciale (ZPS).
Un site Natura 2000 a été défini sur la commune au titre de la directive habitats :, un site d'hivernage majeur pour l'une des espèces de Chauve-souris d'intérêt communautaire, le Grand Murin, d'une superficie de 89,5 ha, un site d'hivernage majeur pour l'une des espèces de Chauve-souris d'intérêt communautaire, le Grand Murin.

#### Zones naturelles d'intérêt écologique, faunistique et floristique
L’inventaire des zones naturelles d'intérêt écologique, faunistique et floristique (ZNIEFF) a pour objectif de réaliser une couverture des zones les plus intéressantes sur le plan écologique, essentiellement dans la perspective d’améliorer la connaissance du patrimoine naturel national et de fournir aux différents décideurs un outil d’aide à la prise en compte de l’environnement dans l’aménagement du territoire.
Une ZNIEFF de type 1 est recensée sur la commune :
la « grotte de la rivière Morte » (248 ha), couvrant 2 communes du département et deux ZNIEFF de type 2, : 
- le « massif du Somail » (23 004 ha), couvrant 11 communes dont dix dans l'Hérault et une dans le Tarn[18] ;
- la « montagne noire centrale » (34 724 ha), couvrant 27 communes du département[19].

Carte des ZNIEFF de type 1 et 2 à Courniou.
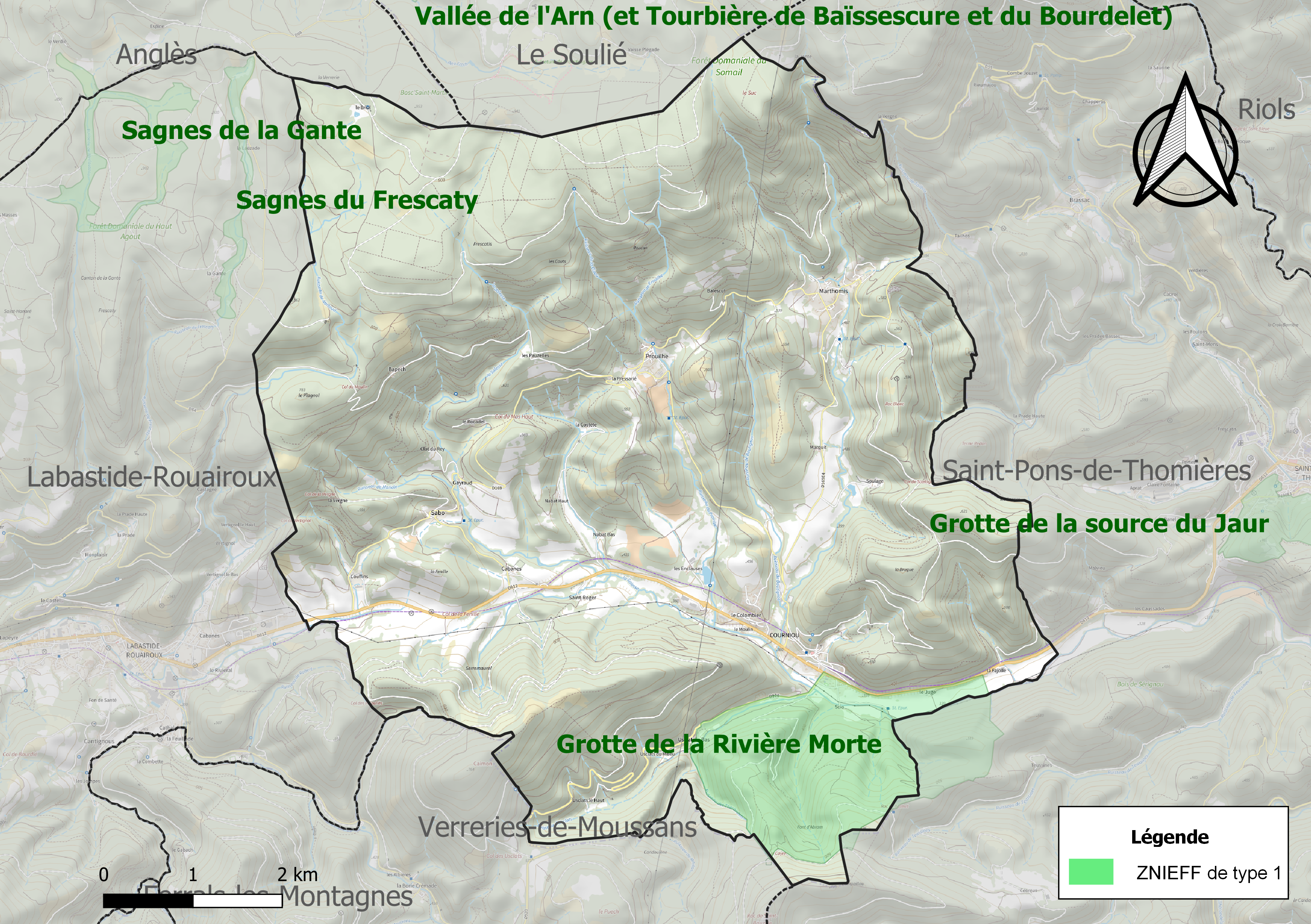
Carte de la ZNIEFF de type 1 sur la commune.
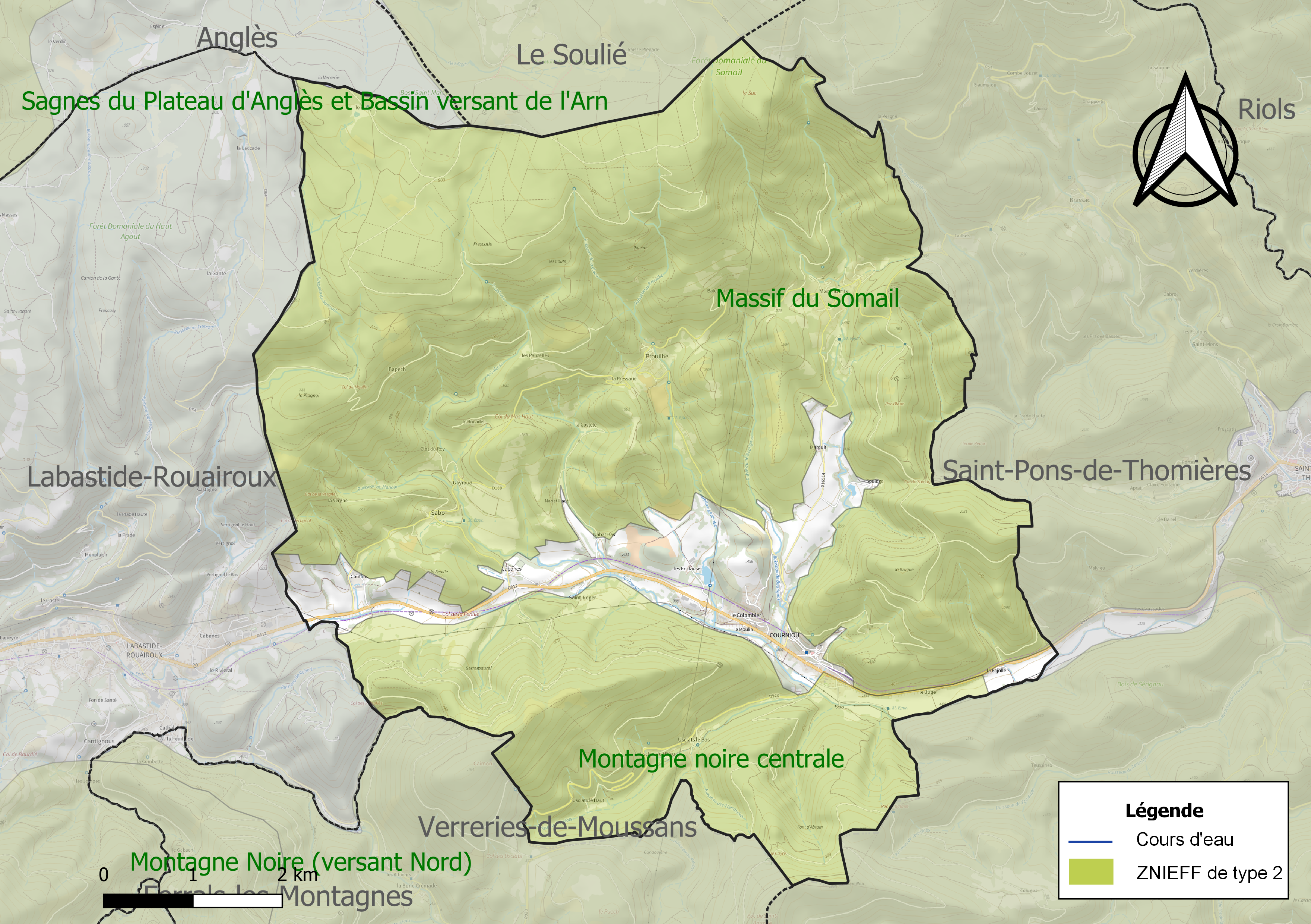
Carte des ZNIEFF de type 2 sur la commune.

## Urbanisme

### Typologie
Au 1er janvier 2024, Courniou est catégorisée commune rurale à habitat dispersé, selon la nouvelle grille communale de densité à sept niveaux définie par l'Insee en 2022.
Elle est située hors unité urbaine et hors attraction des villes,.

### Occupation des sols
L'occupation des sols de la commune, telle qu'elle ressort de la base de données européenne d’occupation biophysique des sols Corine Land Cover (CLC), est marquée par l'importance des forêts et milieux semi-naturels (84,8 % en 2018), en augmentation par rapport à 1990 (82,3 %). La répartition détaillée en 2018 est la suivante : 
forêts (84,3 %), zones agricoles hétérogènes (12,1 %), prairies (1,8 %), zones urbanisées (1,2 %), milieux à végétation arbustive et/ou herbacée (0,5 %). L'évolution de l’occupation des sols de la commune et de ses infrastructures peut être observée sur les différentes représentations cartographiques du territoire : la carte de Cassini (XVIIIe siècle), la carte d'état-major (1820-1866) et les cartes ou photos aériennes de l'IGN pour la période actuelle (1950 à aujourd'hui).

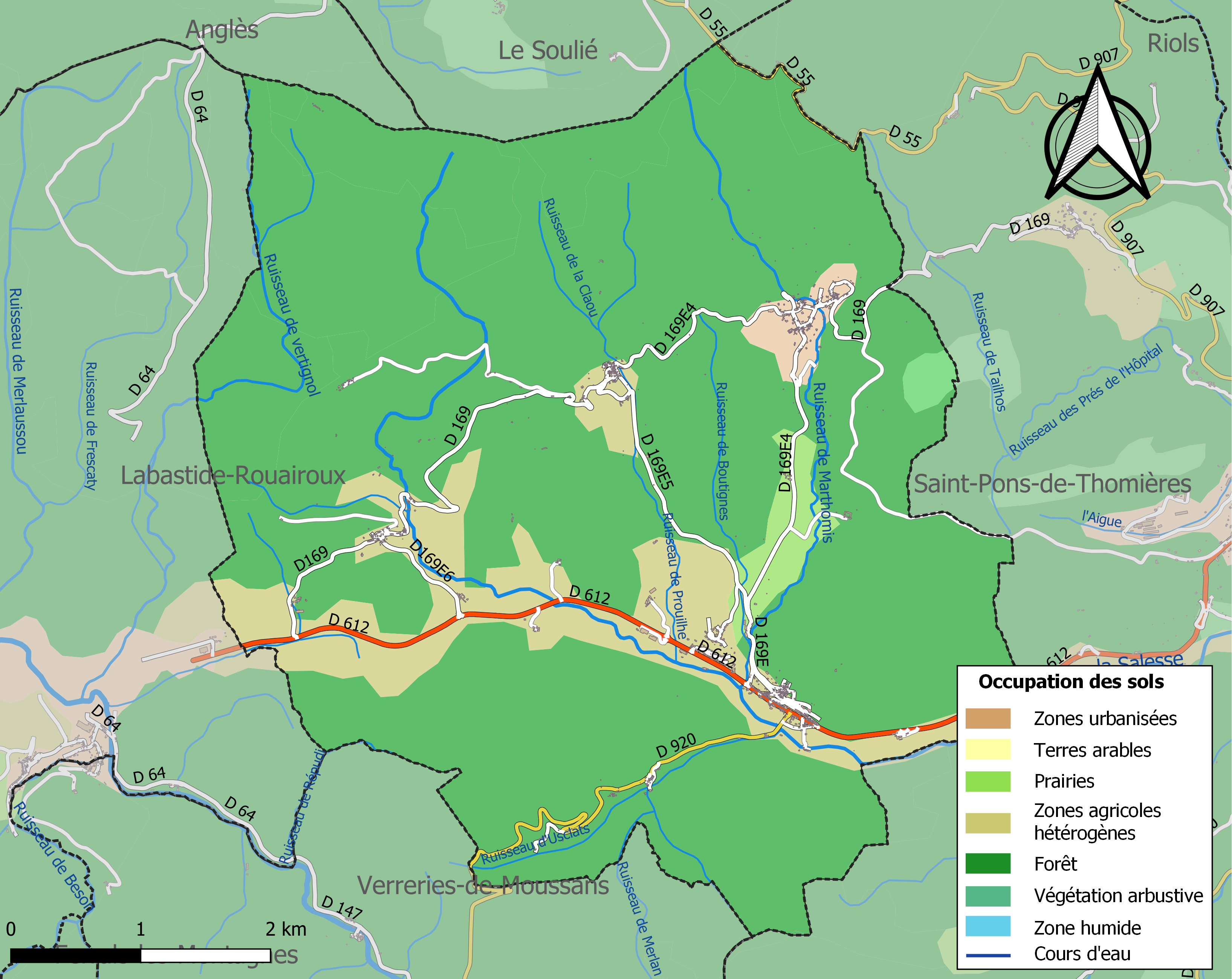
Carte des infrastructures et de l'occupation des sols de la commune en 2018 (CLC).

### Risques majeurs
Le territoire de la commune de Courniou est vulnérable à différents aléas naturels : météorologiques (tempête, orage, neige, grand froid, canicule ou sécheresse), inondations et séisme (sismicité très faible). Il est également exposé à un risque technologique,  le transport de matières dangereuses, et à deux risques particuliers : le risque minier et le risque de radon. Un site publié par le BRGM permet d'évaluer simplement et rapidement les risques d'un bien localisé soit par son adresse soit par le numéro de sa parcelle.

#### Risques naturels
Certaines parties du territoire communal sont susceptibles d’être affectées par le risque d’inondation par débordement de cours d'eau, notamment la Salesse. La commune a été reconnue en état de catastrophe naturelle au titre des dommages causés par les inondations et coulées de boue survenues en 1982, 1987, 1995, 1999, 2011, 2017 et 2018,.
Courniou est exposée au risque de feu de forêt du fait de la présence sur son territoire. Un plan départemental de protection des forêts contre les incendies (PDPFCI) a été approuvé en juin 2013 et court jusqu'en 2022, où il doit être renouvelé. Les mesures individuelles de prévention contre les incendies sont précisées par deux arrêtés préfectoraux et s’appliquent dans les zones exposées aux incendies de forêt et à moins de 200 mètres de celles-ci. L’arrêté du 25 avril 2002 réglemente l'emploi du feu en interdisant notamment d’apporter du feu, de fumer et de jeter des mégots de cigarette dans les espaces sensibles et sur les voies qui les traversent sous peine de sanctions. L'arrêté du 11 mars 2013 rend le débroussaillement obligatoire, incombant au propriétaire ou ayant droit,.

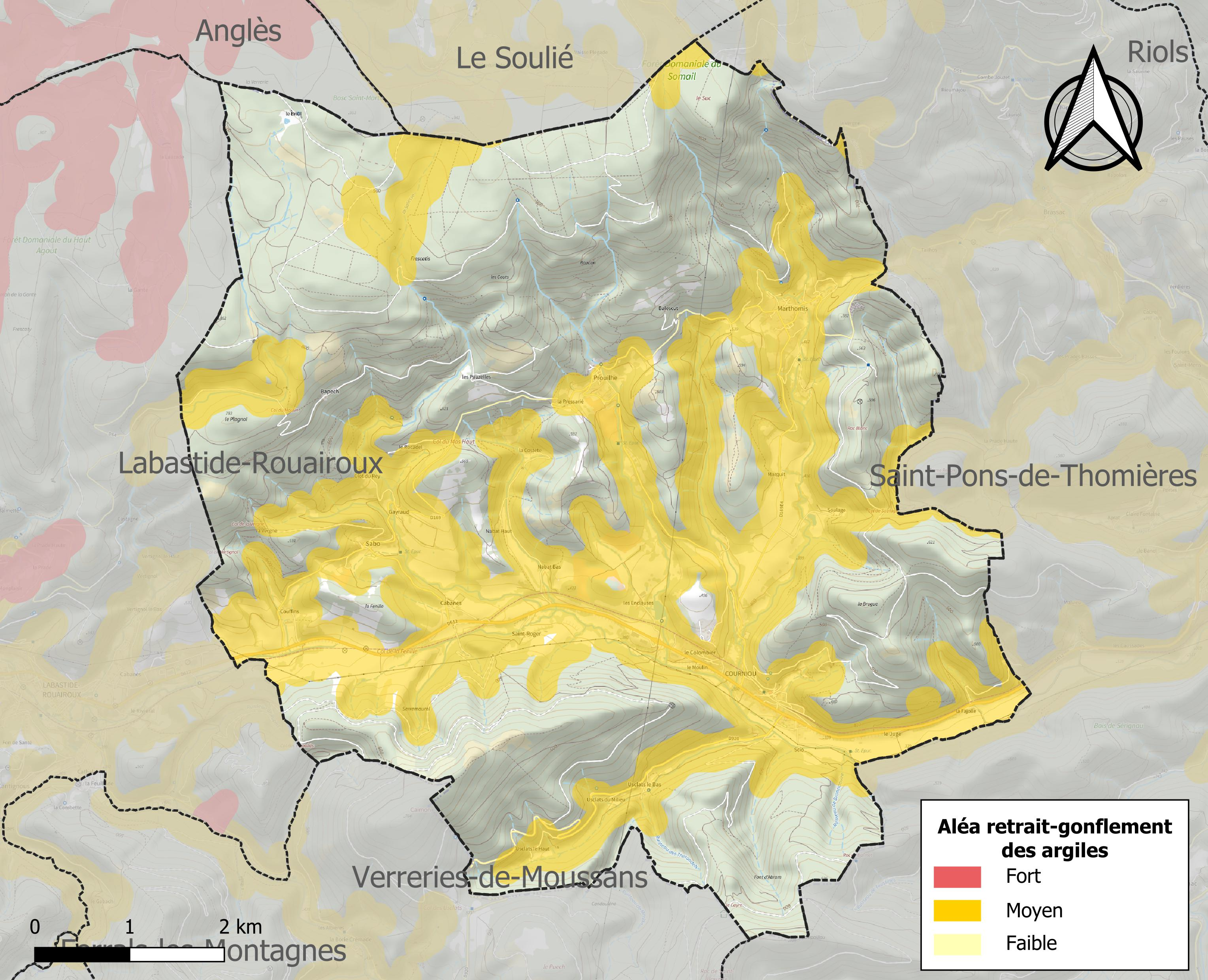
Carte des zones d'aléa retrait-gonflement des sols argileux de Courniou.

Le retrait-gonflement des sols argileux est susceptible d'engendrer des dommages importants aux bâtiments en cas d’alternance de périodes de sécheresse et de pluie. 40,1 % de la superficie communale est en aléa moyen ou fort (59,3 % au niveau départemental et 48,5 % au niveau national). Sur les 521 bâtiments dénombrés sur la commune en 2019, 471 sont en aléa moyen ou fort, soit 90 %, à comparer aux 85 % au niveau départemental et 54 % au niveau national. Une cartographie de l'exposition du territoire national au retrait gonflement des sols argileux est disponible sur le site du BRGM,.
Par ailleurs, afin de mieux appréhender le risque d’affaissement de terrain, l'inventaire national des cavités souterraines permet de localiser celles situées sur la commune.
Concernant les mouvements de terrains, la commune a été reconnue en état de catastrophe naturelle au titre des dommages causés par des mouvements de terrain en 2017.

#### Risques technologiques
Le risque de transport de matières dangereuses sur la commune est lié à sa traversée par des infrastructures routières ou ferroviaires importantes ou la présence d'une canalisation de transport d'hydrocarbures. Un accident se produisant sur de telles infrastructures est susceptible d’avoir des effets graves sur les biens, les personnes ou l'environnement, selon la nature du matériau transporté. Des dispositions d’urbanisme peuvent être préconisées en conséquence.

#### Risque particulier
L’étude Scanning de Géodéris réalisée en 2008 a établi pour le département de l’Hérault une identification rapide des zones de risques miniers liés à l’instabilité des terrains.  Elle a été complétée en 2015 par une étude approfondie sur les anciennes exploitations minières du bassin houiller de Graissessac et du district polymétallique de Villecelle. La commune est ainsi concernée par le risque minier, principalement lié à l’évolution des cavités souterraines laissées à l’abandon et sans entretien après l’exploitation des mines.
Dans plusieurs parties du territoire national, le radon, accumulé dans certains logements ou autres locaux, peut constituer une source significative d’exposition de la population aux rayonnements ionisants. Certaines communes du département sont concernées par le risque radon à un niveau plus ou moins élevé. Selon la classification de 2018, la commune de Courniou est classée en zone 3, à savoir zone à potentiel radon significatif.

## Toponymie
Le nom Courniou dérive de celui d'un domaine gallo-romain, gentilice latin Cornius augmenté du suffixe -onem.

## Histoire
La première mention de Courniou figure dans la charte de création de l’abbaye de Saint-Pons par Raymond Pons, comte de Toulouse (Xe siècle). L'église de Notre-Dame de Courniou a été construite en 1692. Jusqu'en 1705, les habitants de Courniou dépendaient de la paroisse Saint-Fabien de Prouilhe. Les trois paroisses de Notre-Dame de Courniou, Saint-Fabien de Prouilhe et Saint-Mathias de Marthomis (ces deux dernières érigées en paroisse en  1844) étaient annexes de celle de Saint-Pons.
Le 18 février 1884, la commune de Courniou est créée, formée des hameaux de Courniou, Prouilhe et Marthomis, distraits de la commune de Saint-Pons-de-Thomières (B.L. 1884, XVIII-183)

## Géologie
Les terrains composant la géologie de Courniou sont variés.
Au nord de la commune, on trouve des gneiss et granites caractéristiques de la zone axiale de la Montagne Noire. A l'ouest, du col de la Fenille jusqu'à l'entrée du village, affleurent des schistes ardoisiers probablement pré-cambriens à cambriens.
Le reste de la commune est formé d'une série géologique allant de l'Ordovicien au carbonifère, souvent appelée "unité du saintponais" :
L'Ordovicien apparaît au sud de la commune sous la forme de grès et pélites directement en contact avec une série dévonienne carbonatée. Le dévonien est fortement plissé et semble être le flanc inverse d'un antique pli couché. La position inversée de la série est confirmée par la présence de carbonifère (étage Viséen) dans le cœur d'une antiforme.

### Extraction
L'ouverture de carrières dans les schistes a permis l'extraction d'ardoises tandis que les calcaires ont livré des moëllons et de la chaux.
Il est intéressant de noter que le sud de la commune renferme des gîtes métallifères dans les calcaires, les dolomies et les grès. Aussi, du minerai de fer y a été extrait jusqu'au début du XXe siècle.
On trouve aussi un ancien site d'extraction de calcite, utilisée pour la réalisation de linteaux ou de pierres de parements.
Enfin, au XVIIIe siècle, les marbres eifféliens y ont été extraits pour leur qualité décorative.
L'industrie extractive a disparu sur la commune.

### Le karst
La présence d'une bande carbonatée fortement fracturée entourée de terrains imperméables a permis une très forte karstification dont l'exemple le plus connu est la grotte de la Devèze.
Ce vaste karst qui s'étend des Verreries de Moussans jusqu'à Saint Pons de Thomières draine les eaux météoriques et les eaux du Thoré et de la Salesse perdues au contact des calcaires et résurgent aux sources du Jaur et de Ponderatz à Saint-Pons-de-Thomières.

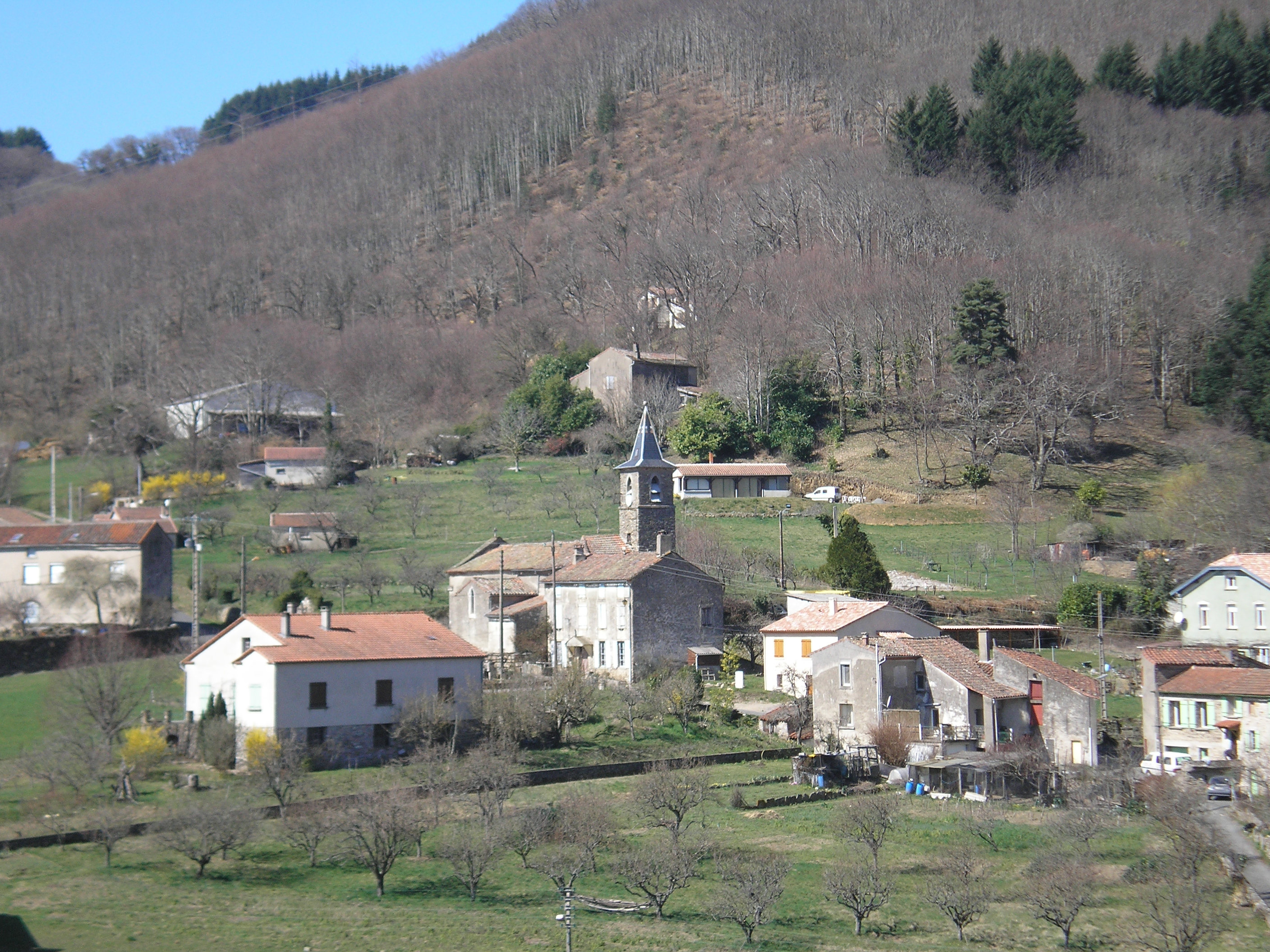
Vue de Marthomis.

## Politique et administration
| Période                                  | Période   | Identité            | Étiquette | Qualité     |
| ---------------------------------------- | --------- | ------------------- | --------- | ----------- |
| 1947                                     | 1953      | Paul Gazel          |           |             |
| 1953                                     | 1965      | Louis Blanc         |           |             |
| 1965                                     | 1971      | Marcel Belot        |           |             |
| 1971                                     | mars 1995 | Louis Lunes         |           |             |
| mars 1995                                | mars 2014 | Jean-Pierre Rouanet |           |             |
| mars 2014                                | En cours  | Catherine Sonzogni  | SE        | Professeure |
| Les données manquantes sont à compléter. |           |                     |           |             |

## Démographie
L'évolution du nombre d'habitants est connue à travers les recensements de la population effectués dans la commune depuis 1886. Pour les communes de moins de 10 000 habitants, une enquête de recensement portant sur toute la population est réalisée tous les cinq ans, les populations de référence des années intermédiaires étant quant à elles estimées par interpolation ou extrapolation. Pour la commune, le premier recensement exhaustif entrant dans le cadre du nouveau dispositif a été réalisé en 2005.

En 2022, la commune comptait 615 habitants, en évolution de +3,19 % par rapport à 2016 (Hérault : +7,49 %, France hors Mayotte : +2,11 %).
| 1886  | 1891  | 1896  | 1901  | 1906  | 1911  | 1921 | 1926 | 1931 |
| ----- | ----- | ----- | ----- | ----- | ----- | ---- | ---- | ---- |
| 1 682 | 1 602 | 1 516 | 1 314 | 1 218 | 1 111 | 895  | 879  | 805  |

| 1936 | 1946 | 1954 | 1962 | 1968 | 1975 | 1982 | 1990 | 1999 |
| ---- | ---- | ---- | ---- | ---- | ---- | ---- | ---- | ---- |
| 773  | 703  | 656  | 673  | 529  | 503  | 537  | 595  | 606  |

| 2005 | 2006 | 2010 | 2015 | 2020 | 2022 | - | - | - |
| ---- | ---- | ---- | ---- | ---- | ---- | - | - | - |
| 619  | 617  | 607  | 595  | 619  | 615  | - | - | - |

## Économie

### Revenus
En 2018, la commune compte 306 ménages fiscaux, regroupant 638 personnes. La médiane du revenu disponible par unité de consommation est de 18 150 € (20 330 € dans le département).

### Emploi
|                | 2008   | 2013   | 2018   |
| -------------- | ------ | ------ | ------ |
| Commune        | 8,9 %  | 9 %    | 12,3 % |
| Département    | 10,1 % | 11,9 % | 12 %   |
| France entière | 8,3 %  | 10 %   | 10 %   |

En 2018, la population âgée de 15 à 64 ans s'élève à 338 personnes, parmi lesquelles on compte 75,1 % d'actifs (62,9 % ayant un emploi et 12,3 % de chômeurs) et 24,9 % d'inactifs,. En  2018, le taux de chômage communal (au sens du recensement) des 15-64 ans est supérieur à celui de la France et du département, alors qu'il était inférieur à celui du département en 2008.
La commune est hors attraction des villes,. Elle compte 95 emplois en 2018, contre 117 en 2013 et 112 en 2008. Le nombre d'actifs ayant un emploi résidant dans la commune est de 218, soit un indicateur de concentration d'emploi de 43,6 % et un taux d'activité parmi les 15 ans ou plus de 49,8 %.
Sur ces 218 actifs de 15 ans ou plus ayant un emploi, 52 travaillent dans la commune, soit 24 % des habitants. Pour se rendre au travail, 85,5 % des habitants utilisent un véhicule personnel ou de fonction à quatre roues, 1,8 % les transports en commun, 5,5 % s'y rendent en deux-roues, à vélo ou à pied et 7,3 % n'ont pas besoin de transport (travail au domicile).

### Activités hors agriculture

#### Secteurs d'activités
37 établissements sont implantés  à Courniou au 31 décembre 2019. Le tableau ci-dessous en détaille le nombre par secteur d'activité et compare les ratios avec ceux du département,.
| Secteur d'activité                                                                                        | Commune | Commune | Département |
| Secteur d'activité                                                                                        | Nombre  | %       | %           |
| --- | ------- | ------- | ----------- |
| Ensemble                                                                                                  | 37      |         |             |
| Industrie manufacturière, industries extractives et autres                                                | 8       | 21,6 %  | (6,7 %)     |
| Construction                                                                                              | 5       | 13,5 %  | (14,1 %)    |
| Commerce de gros et de détail, transports, hébergement et restauration                                    | 15      | 40,5 %  | (28 %)      |
| Information et communication                                                                              | 2       | 5,4 %   | (3,3 %)     |
| Activités immobilières                                                                                    | 1       | 2,7 %   | (5,3 %)     |
| Activités spécialisées, scientifiques et techniques et activités de services administratifs et de soutien | 1       | 2,7 %   | (17,1 %)    |
| Administration publique, enseignement, santé humaine et action sociale                                    | 3       | 8,1 %   | (14,2 %)    |
| Autres activités de services                                                                              | 2       | 5,4 %   | (8,1 %)     |

Le secteur du commerce de gros et de détail, des transports, de l'hébergement et de la restauration est prépondérant sur la commune puisqu'il représente 40,5 % du nombre total d'établissements de la commune (15 sur les 37 entreprises implantées  à Courniou), contre 28 % au niveau départemental.

#### Entreprises et commerces
Les cinq entreprises ayant leur siège social sur le territoire communal qui génèrent le plus de chiffre d'affaires en 2020 sont : 
- Scierie Du Somail, sciage et rabotage du bois, hors imprégnation (584 k€)
- Tab-Gonzalez Raphael, travaux de maçonnerie générale et gros œuvre de bâtiment (145 k€)
- Courniou Construction CG, travaux de maçonnerie générale et gros œuvre de bâtiment (137 k€)
- Ripcode, conseil en systèmes et logiciels informatiques (76 k€)
- L Assiette Gourmande, restauration traditionnelle (8 k€)

En 1884, le chemin de fer de Castres à Bédarieux a permis un essor économique. Les forêts ont favorisé l'industrie du bois (charpentes, douelles de barriques, cercles, tuteurs pour la vigne).
Les tisserands étaient nombreux autrefois. Entre 1830 et 1960 a été exploitée une mine de fer dans la région des Usclats-Verreries.

### Agriculture
La commune est dans les « Plateaux du Sommail et de l'Espinouze », une petite région agricole occupant une frange nord-ouest du département de l'Hérault. En 2020, l'orientation technico-économique de l'agriculture  sur la commune est la polyculture et/ou le polyélevage.
|               | 1988 | 2000 | 2010 | 2020 |
| ------------- | ---- | ---- | ---- | ---- |
| Exploitations | 18   | 20   | 15   | 11   |
| SAU (ha)      | 433  | 621  | 707  | 458  |

Le nombre d'exploitations agricoles en activité et ayant leur siège dans la commune est passé de 18 lors du recensement agricole de 1988  à 20 en 2000 puis à 15 en 2010 et enfin à 11 en 2020, soit une baisse de 39 % en 32 ans. Le même mouvement est observé à l'échelle du département qui a perdu pendant cette période 67 % de ses exploitations,. La surface agricole utilisée sur la commune a quant à elle augmenté, passant de 433 ha en 1988 à 458 ha en 2020. Parallèlement la surface agricole utilisée moyenne par exploitation a augmenté, passant de 24 à 42 ha.

## Lieux-dits et écarts (masages)
| - Balescut - Bapech - Briol (le) - Cabanes - Clos du Rey - Colombier (le) - Costète (la) - Couffins - Courniou - Enclauses (les) | - Fajolle (la) - Frescatis - Gayraud - Juge (le) - Marquit - Mas Haut - Mathas (Le) - Marthomis - Moulin (le) - Nabat - Pauzelles (les) | - Pressarié (la) - Prouilhe - Rocadel (le) - Roucan - Sabo - Saint-Roger - Sagnette (la) - Scio - Soulage - Usclats - Vergne (le) |

## Culture locale et patrimoine

### Lieux et monuments
- Les églises :
  - Église de la Nativité-de-Notre-Dame de Courniou.
  - Église Saint-Fabien de Prouilhe.
  - Église Saint-Mathias de Marthomis.

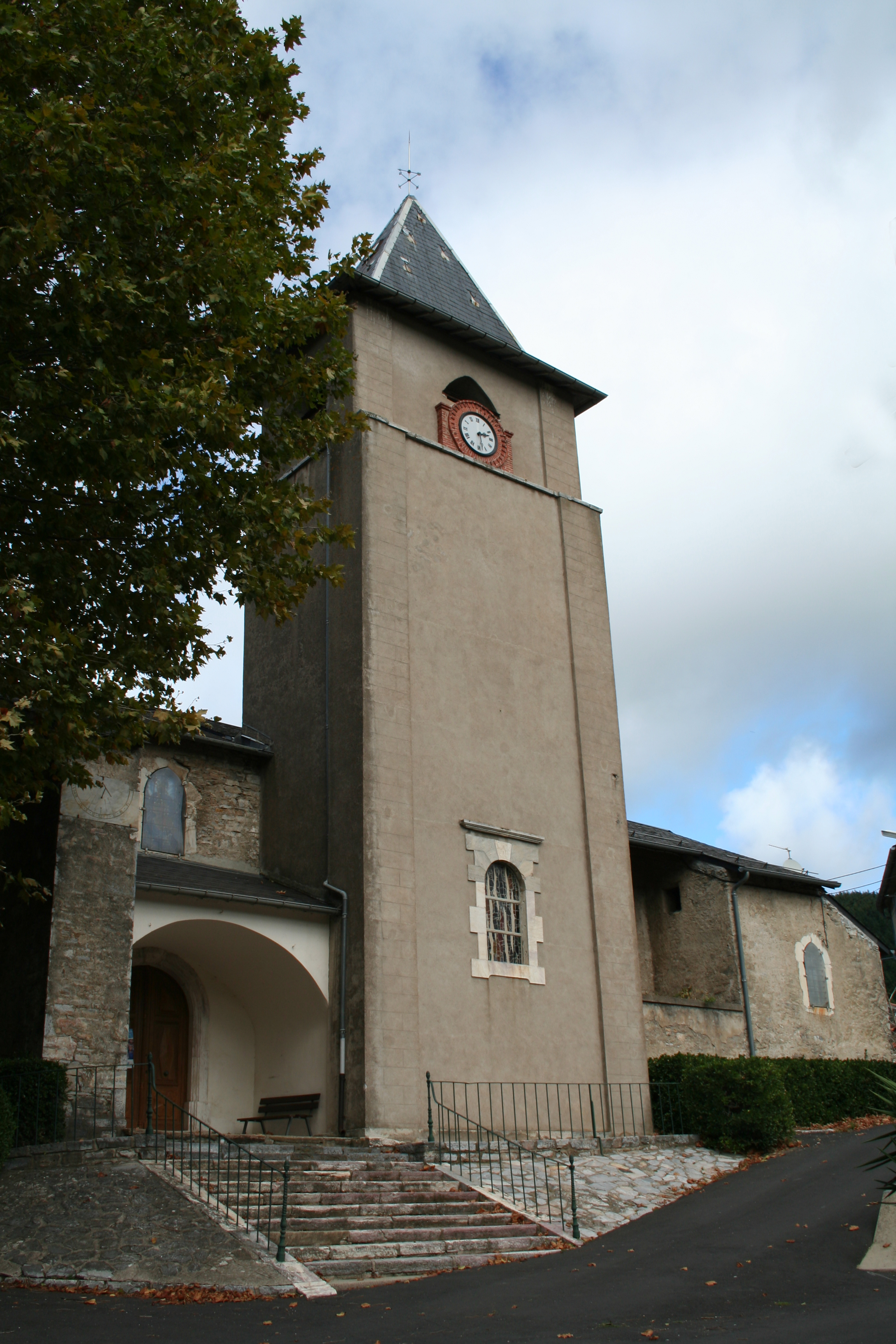
Église de la Nativité-de-Notre-Dame de Courniou
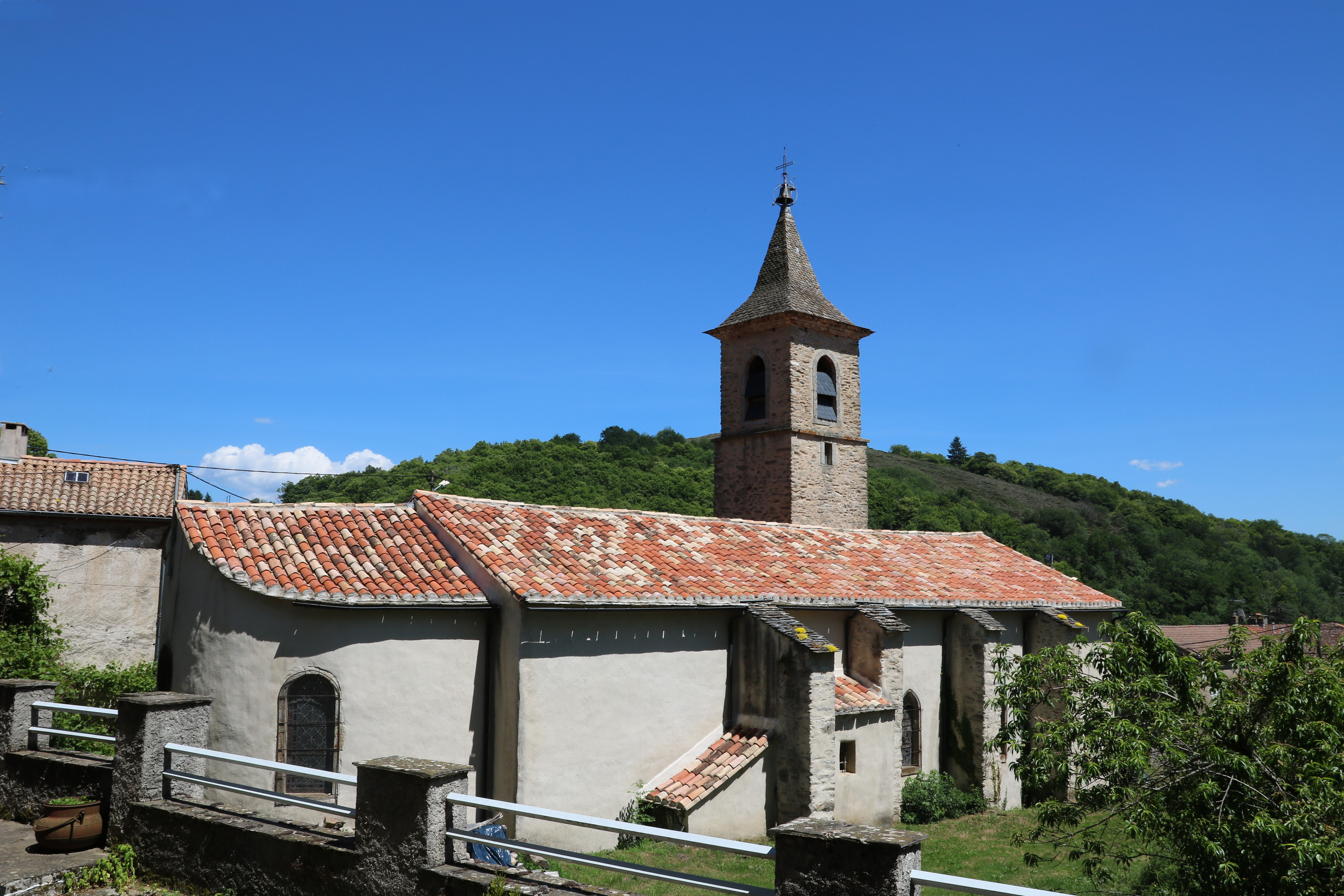
Église Saint-Fabien de Prouilhe
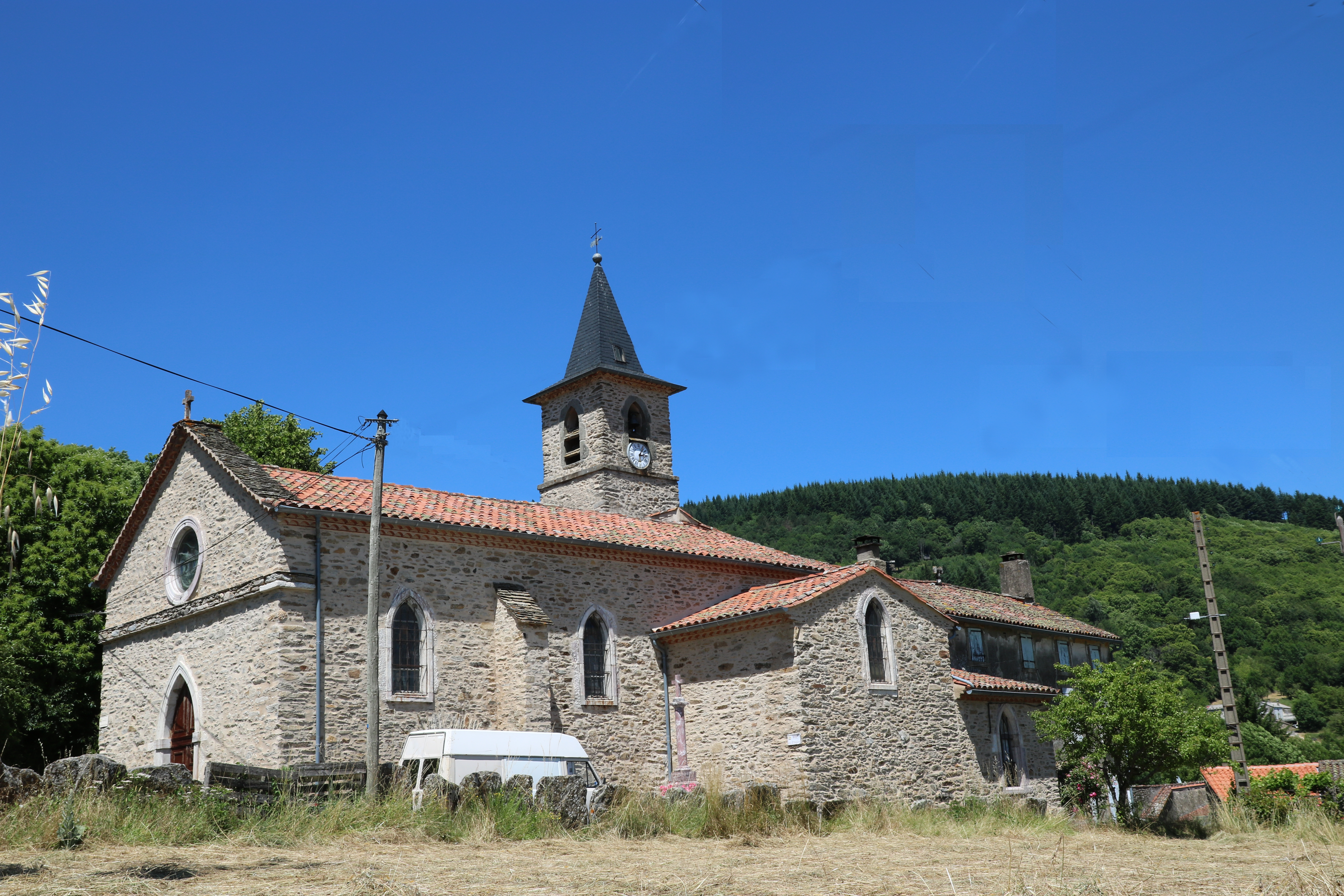
Église Saint-Mathias de Marthomis

- Grotte de la Devèze. Voir les salles
  - Salle Casteret
  - Salle des Bijoux
  - Salle Armand
  - Salle de Rouville
  - Salle de L’abbé
  - Salle Milhaud
- Musée français de la Spéléologie

Aire de jeux sous la cathédrale.

### Personnalités liées à la commune
- Irénée Cros, martyr de la résistance en Ariège y est né le 15 décembre 1887.
- Jean-Pierre Moure, maire de Cournonsec et président de l'Agglomération de Montpellier, y est né.
- Georges Milhaud (1892-1952) spéléologue. Une rue de la commune et une salle de la grotte de La Devèze porte son nom.

### Héraldique
| Blason de Courniou | Blason  | Tranché : au 1er de gueules à une croix cléchée pommetée et vidée d'or (croix occitane), au 2d d'or à trois châtaignes au naturel ordonnées en orle ; à la cotice d'azur brochant sur la partition ; au chef de sable chargé d'une chauve-souris d'argent,. |
| Blason de Courniou | Détails | Adopté en octobre 1984. |